# Theodosios der Koinobiarch
Theodosios der Koinobiarch (* um 424 in Magariasso, Kappadokien, heute Türkei; † 11. Januar 529 in Palästina) wurde in jungen Jahren Mönch in Palästina, zunächst in einem Kloster in Jerusalem, später als Einsiedler auf einer Anhöhe bei Bethlehem. Nachdem er 30 Jahre in der Wüste gelebt hatte, gründete er um 465 zwischen Bethlehem und Jerusalem drei Koinobien (Orte gemeinschaftlichen Lebens), aus denen eine große nach ihm benannte Klosteranlage hervorging.
Die Form des gemeinschaftlichen klösterlichen Lebens in der Einsamkeit nannte man Koinobitentum. Deshalb trägt Theodosius heute noch den Beinamen „der Koinobiarch“ (Vorstand, Abt der Koinobiten).
Die Aufgabe des Vorstehers der Einsiedler übte er seit 494 auch offiziell aus, als er von Patriarch Sallustius von Jerusalem zum Generalabt über alle koinobitisch lebenden Mönche der Gegend bestimmt wurde.
Nach seinem Tod wurde Theodosios wahrscheinlich in einer Gräbernische in einer der Höhlen beigesetzt.
Über ihn berichten zwei Viten, eine von seinem Schüler Theodoros von Petra, die andere von Kyrillos von Skythopolis.